# Can Guardiola (Tiana)
Can Guardiola és una casa modernista de Tiana (Maresme) inclosa a l'Inventari del Patrimoni Arquitectònic de Catalunya. Possiblement fou construïda entre 1905 i 1910.

## Descripció
És un edifici civil del qual exteriorment només es visible la façana, format per una planta baixa, un pis i un terrat. Destaca especialment per l'ús del maó o totxo com a material de construcció bàsic i de decoració, com a la balustrada superior o les sanefes decoratives de la cornisa, així com els arcs de descàrrega, en què s'utilitza el sardinell o maons vistos posats de cantell.
Purament decoratius resulten els guardapols en forma d'arc ogival situats damunt de totes les obertures i que donen un aire eclèctic a la construcció. Hi ha un petit pati frontal.